# Wall of Soundz
Wall of Soundz là album solo thứ ba của nam ca sĩ cựu thành viên Westlife, Brian McFadden. Album nguyên gốc định phát hành làm một album cùng Robert Conley nhưng sau đó lại thay đổi chỉ là album của riêng McFadden. Không giống với phong cách rock/pop trong các album trước của McFadden, Wall of Soundz chủ yếu là nhạc điện tử. Đĩa đơn "Just Say So" từ album là một đĩa đơn #1 ở Anh.

## Danh sách track
| STT | Nhan đề                                    | Sáng tác                                                        | Thời lượng |
| --- | ------------------------------------------ | --------------------------------------------------------------- | ---------- |
| 1.  | "Just Say So" (hợp tác với Kevin Rudolf)   | Brian McFadden, Robert Conley                                   | 3:18       |
| 2.  | "Chemical Rush"                            | Anthony Egizii, David Musumeci, James Maas, Brian McFadden      | 3:42       |
| 3.  | "Not Now" (hợp tác với Christian Lo Russo) | Brian McFadden, Robert Conley, Christian Lo Russo, Joel Chapman | 2:55       |
| 4.  | "Sign of the Times"                        | Brian McFadden, Tim James, Antonina Armato                      | 3:14       |
| 5.  | "Mr. Alien"                                | Brian McFadden, Wayne Rodrigues, Andrea Remanda                 | 4:05       |
| 6.  | "Love Transfusion"                         | Brian McFadden, Robert Conley, Anthony Egizii, David Musumeci   | 3:43       |
| 7.  | "Less Talk"                                | Brian McFadden, Robert Conley, Anthony Egizii, David Musumeci   | 3:36       |
| 8.  | "Mistakes" (hợp tác với Delta Goodrem)     | Brian Mcfadden, Jez Azhurst                                     | 3:44       |
| 9.  | "Kickin Around the Love"                   | Brian McFadden, Robert Conley                                   | 3:17       |
| 10. | "Now We Only Cry"                          | Brian McFadden, Robert Conley                                   | 2:48       |
| 11. | "When You Coming Home"                     | Brian McFadden, Robert Conley, Anthony Egizii, David Musumeci   | 4:36       |

| Bonus Track iTunes | Bonus Track iTunes | Bonus Track iTunes            | Bonus Track iTunes |
| STT                | Nhan đề            | Sáng tác                      | Thời lượng         |
| ------------------ | ------------------ | ----------------------------- | ------------------ |
| 12.                | "Take a Bite"      | Brian McFadden, Robert Conley | 3:19               |

## Xếp hạng
| Bảng xếp hạng           | Vị trí cao nhất |
| ----------------------- | --------------- |
| Australian Albums Chart | 27              |

## Thời gian phát hành
| Quốc gia | Ngày                |
| -------- | ------------------- |
| Úc       | 23 tháng 4 năm 2010 |